# 雨棲犀
雨棲犀（學名：Metamynodon），又名後兩棲犀或似後兩棲犀，是一屬已滅絕的兩棲犀科，也是科內存活得最久遠的一屬，由始新世晚期出現，最後於中新世早期消失，被遠角犀所取代。牠們的化石於美國、蒙古及中國都有發現。

## 特徵

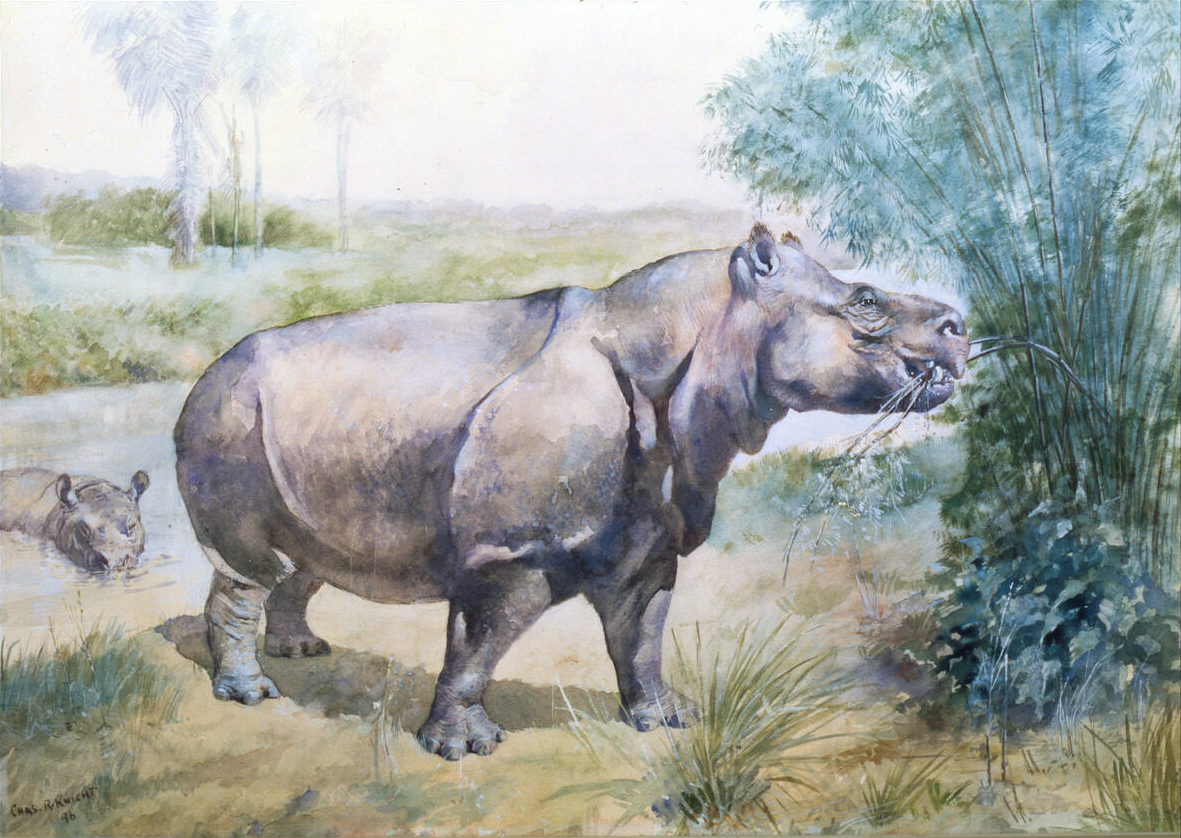
雨棲犀的重組圖。

雨棲犀長約4米。雖然牠們是犀牛的遠親，但外表卻像河馬，前肢也只有四趾。根據牙齒顯示牠們是草食性的，頭顱骨上有一脊是與肉食性哺乳類有關。牠們可能是吃粗糙的植物，其顎骨肌肉也是連接此脊的。雨棲犀有特大的犬齒，用來在河岸尋找食物。牠們可能有非常靈活的唇。牠們的眼睛位於頭顱骨的高位，若全身浸在水中也可以看見上空，有點像河馬及鱷魚。